# Amata transcaspica
Amata transcaspica is een vlinder uit de familie van de spinneruilen (Erebidae), onderfamilie beervlinders (Arctiinae). De wetenschappelijke naam van de 
soort is voor het eerst geldig gepubliceerd in 1941 door Obraztsov.
Deze nachtvlinder komt voor in Europa.